# Kōhei Kudō (piłkarz)
Kōhei Kudō (jap. 工藤 浩平 Kudō Kōhei; ur. 28 sierpnia 1984 w Ichiharze) – japoński piłkarz występujący na pozycji pomocnika. Obecnie występuje w Matsumoto Yamaga FC.

## Kariera klubowa
Od 2003 roku występował w klubach JEF United Chiba, Kyoto Sanga FC, Sanfrecce Hiroszima i Matsumoto Yamaga FC.